# Креван-э-ла-Шапель-ле-Гранж
Крева́н-э-ла-Шапе́ль-ле-Гранж (фр. Crevans-et-la-Chapelle-lès-Granges) — коммуна во Франции, находится в регионе Франш-Конте. Департамент — Верхняя Сона. Входит в состав кантона Виллерсексель. Округ коммуны — Люр.
Код INSEE коммуны — 70187.

## География
Коммуна расположена приблизительно в 350 км к юго-востоку от Парижа, в 55 км северо-восточнее Безансона, в 34 км к востоку от Везуля.

## Население
Население коммуны на 2010 год составляло 260 человек.
| 1962 | 1968 | 1975 | 1982 | 1990 | 1999 | 2010 |
| ---- | ---- | ---- | ---- | ---- | ---- | ---- |
| 163  | 165  | 163  | 214  | 257  | 235  | 260  |

## Администрация
| Период | Период | Фамилия         | Партия | Примечания |
| ------ | ------ | --------------- | ------ | ---------- |
| 2001   | 2008   | Франсуа Удо     |        |            |
| 2008   | 2014   | Жан-Пьер Морель |        |            |

## Экономика
В 2010 году среди 168 человек трудоспособного возраста (15—64 лет) 140 были экономически активными, 28 — неактивными (показатель активности — 83,3 %, в 1999 году было 63,1 %). Из 140 активных жителей работали 127 человек (71 мужчина и 56 женщин), безработных было 13 (6 мужчин и 7 женщин). Среди 28 неактивных 4 человека были учениками или студентами, 16 — пенсионерами, 8 были неактивными по другим причинам.

## Фотогалерея

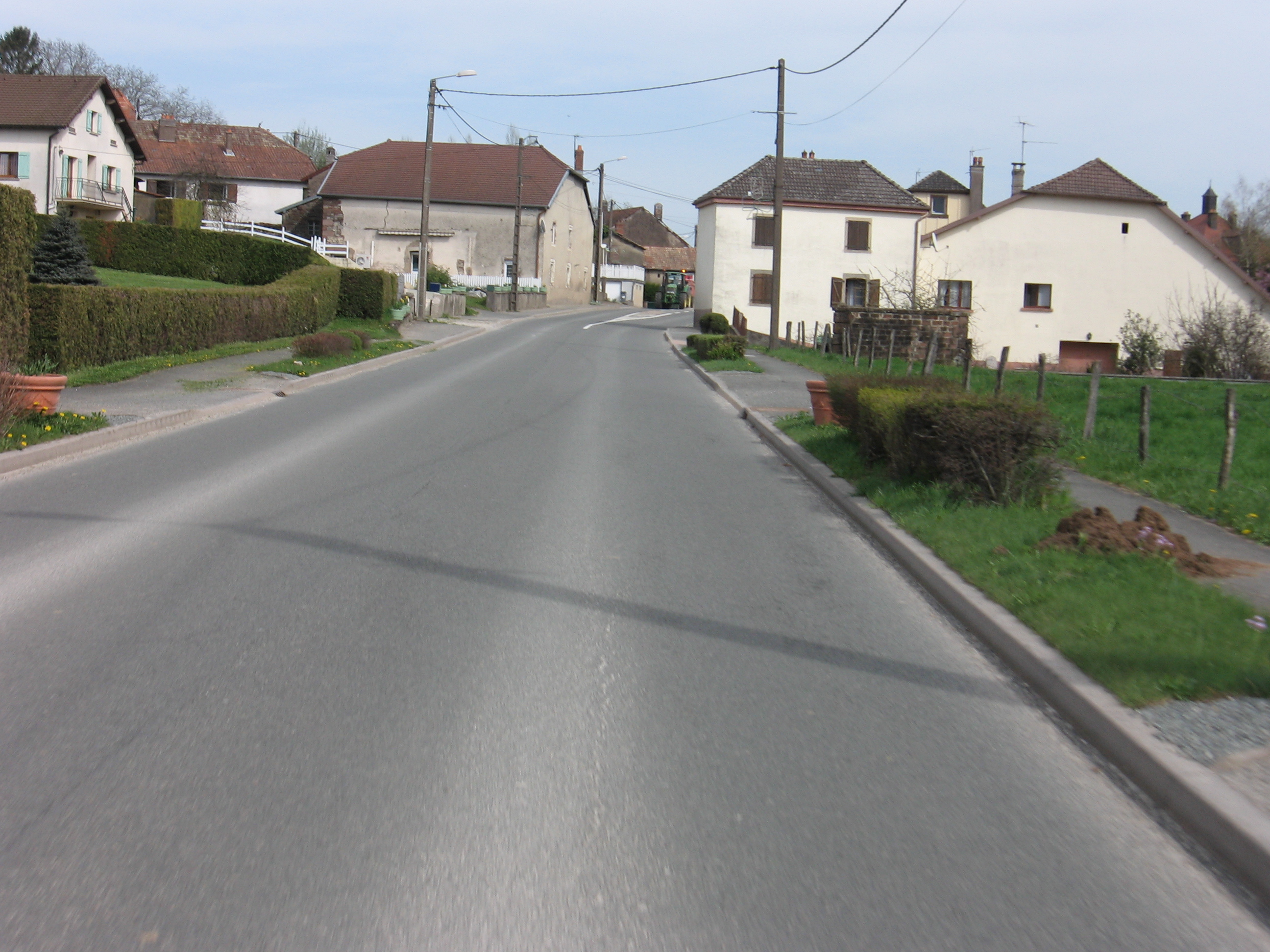
Креван
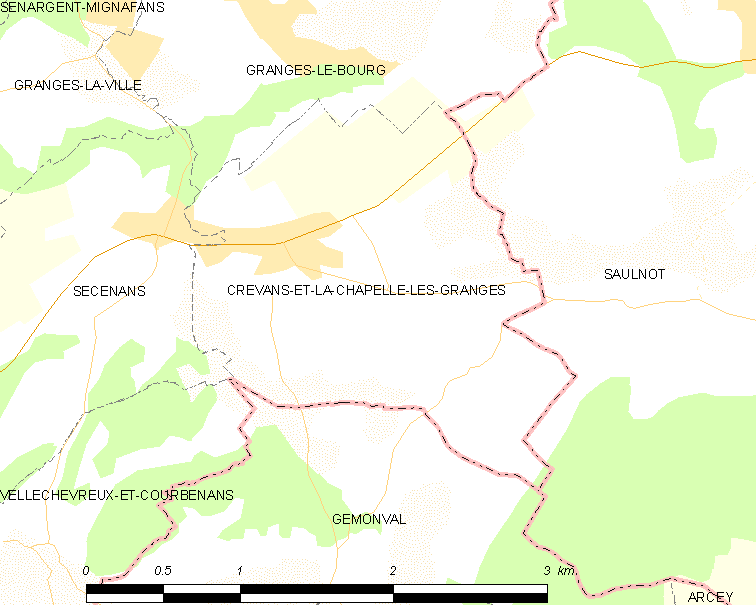
Карта коммуны